# Emerita analoga
Espèce
Synonymes
- Hippa analoga Stimpson, 1857[1]

Emerita analoga est une espèce de crustacés décapodes vivant dans le sable le long des côtes occidentales de l'Amérique tempérée. On le trouve à la limite de l'eau dans la zone intertidale

## Description
Emerita analoga est un petit crustacé mesurant jusqu'à 35 millimètres de long et 25 mm (de large. La femelle est presque deux fois plus grosse que le mâle et peut être identifiée par la masse d'œufs orange transportée sous le telson. Le crabe, de couleur sable, est bien camouflé et n'a pas de griffes ou d'épines. Il a cinq paires de pattes et trois paires de pléopodes. L'animal mue régulièrement de sorte que son exosquelette peut être trouvé échoué sur la plage.
Il est bien adapté à la vie dans le sable, qui présente un substrat instable et sa forme allongée, en forme de dôme, est conçue pour en faire un fouisseur. Les yeux sont sur situées à l'extrémité de longues antennes et les antennules sont également allongées de manière à se placer au-dessus de la surface du sable. Celles-ci forment un tube qui canalise l'eau vers les branchies. Les antennes plus longues sont rétractables. Quand le sable est recouvert d'eau, elles sont sorties du sable afin de recueillir des particules de nourriture. Les pattes et les uropodes ont des bords poilus pour l'aider à creuser et être utilisés dans la collecte de nourriture et son transfert à la bouche.

## Répartition
Emerita analoga vit en Amérique du Nord de l'Alaska à la Basse-Californie et en Amérique du Sud où on le trouve depuis Salavery au Pérou, pour contourner le cap Horn et arriver jusqu'au sud de l'Argentine. L'espèce est commune sur les plages de Californie, mais il y a de grandes variations dans les niveaux de population plus au nord, probablement en raison de variations dans les courants côtiers qui, certaines années dispersent passivement les larves planctoniques vers le nord. Dans l'Oregon, les populations ne semblent pas être auto-entretenues et le recrutement se fait largement à partir de larves provenant de Californie.
Sur une plage donnée, sa répartition peut considérablement varier d'un endroit à l'autre pour des raisons qui ne sont pas bien comprises. Les femelles ont tendance à se trouver loin sur la plage tandis que les mâles et les immatures se retrouvent à des niveaux plus élevés.

## Biologie

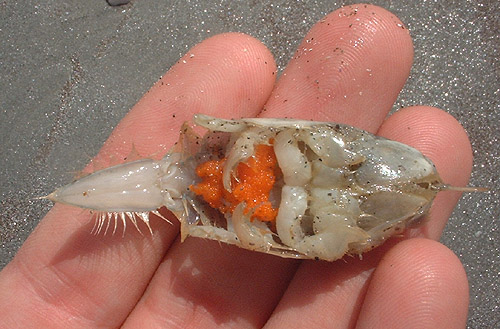
Femelle vue de dessous avec ses œufs.

Emerita analoga se déplace toujours à reculons quand il s'enterre ou rampe. Il peut aussi nager (à reculons) et se propulse à l'aide de ses pattes arrière. Il se nourrit de particules en suspension. Il s'enfouit en marche arrière dans le sable, face à la mer. Lorsqu'une vague se retire, il étend ses antennes et capture des organismes flottants. Il rétracte alors ses antennes et ramène les particules dans sa bouche. Il peut le faire plusieurs fois par vague. Quand l'eau s'est retirée, il replie ses antennes et s'enfouit plus profondément dans le sable. Son régime alimentaire est à base de plancton, principalement composé de dinoflagellés.
Il s'accouple au printemps et en été. La femelle pond jusqu'à 45 000 œufs chaque mois et les transporte sous son abdomen caché sous son telson. Les œufs éclosent au bout de quatre semaines. Les larves ont cinq stades planctoniques zoé et un stade ultime mégalopal. Les stades zoé durent jusqu'à 130 jours. Les mégalopes se déposent sur les plages de sable fin où elles muent et se développent en juvéniles qui deviennent des adultes en quelques semaines. Le stade planctonique long fait que les larves peuvent énormément se disperser et de coloniser de nouvelles régions. Les adultes se reproduisent dans leurs deux premières années et la plupart meurent à l'automne de leur deuxième année.

## Écologie

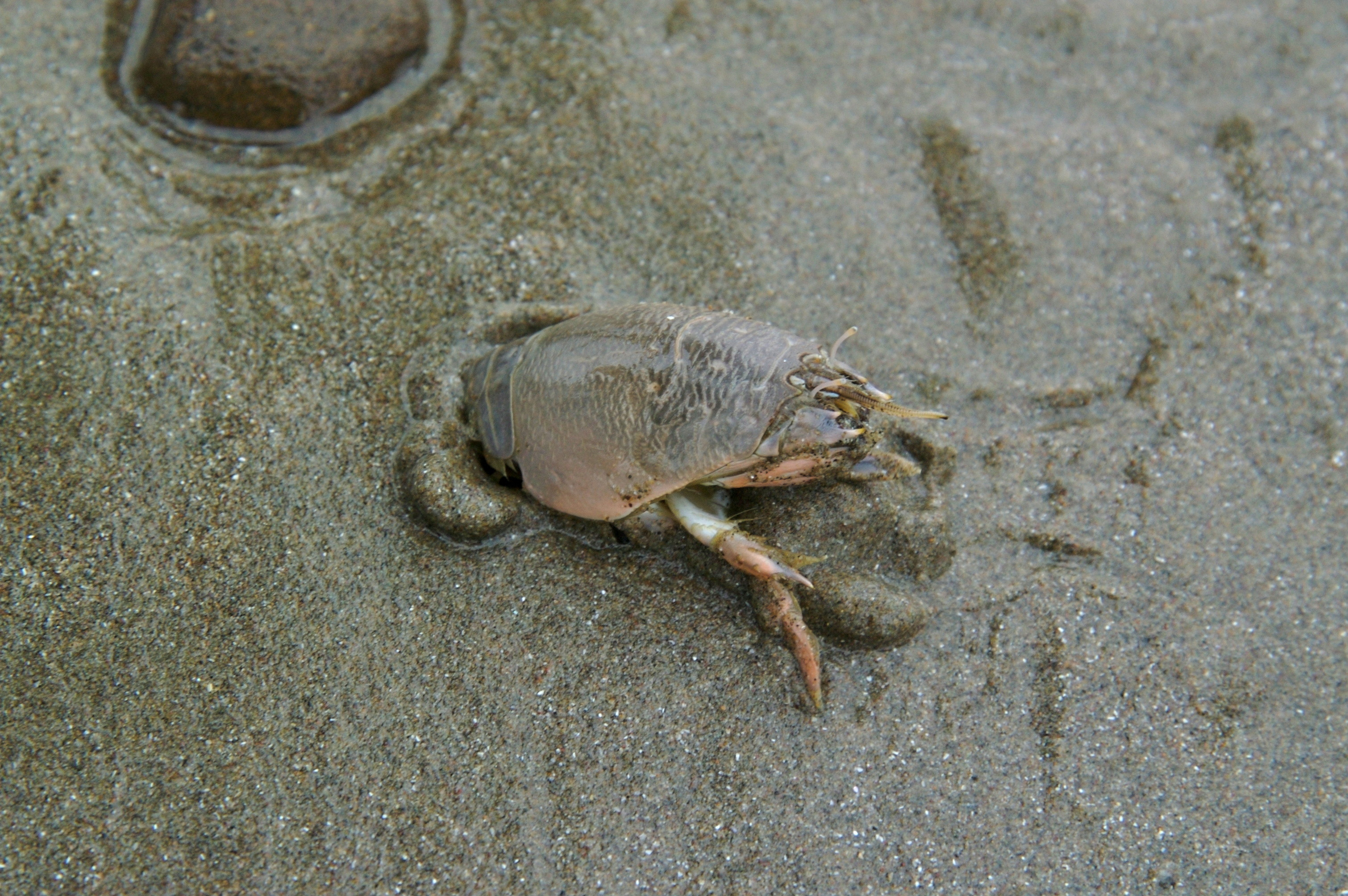
Emerita analoga s'enfouissant.

Il vit sous la surface du sable, montant et descendant sur la plage en fonction de la marée. Au moment du passage des vagues, le crabe vient à la surface et étend ses antennes pour se nourrir. Cela le rend vulnérable aux oiseaux prédateurs comme le Bécasseau sanderling. Ces oiseaux patrouillent activement le long de la plage balayée par les vagues, sondant le sable mou avec leur bec. Il s'enfonce sous la surface du sable lorsque la vague a reculé. Par ce moyen, il peut être hors de portée du bec de l'oiseau. Afin de maximiser ses chances de s'alimenter, l'oiseau se précipite pour suivre le ressac.
Parmi les autres oiseaux qui mangent ce crustacé figurent les Scolopacidae, les barges, les macreuses à front blanc, les pluviers argentés et les courlis. La loutre de mer s'en nourrit également. Emerita analoga est l'hôte de formes intermédiaires de différents vers parasites. Ces vers passent dans les prédateurs et un nombre important de vers ingérés peut tuer le prédateur.
Amphistichus argenteus un poisson vivant le long de la côte californienne, en consomme un grand nombre. Les pêcheurs utilisent le crustacé comme appât et il existe des sociétés qui les extraient de la plage. Les animaux sable avec des carapaces souples lorsqu'ils viennent de muer sont conservés pour appât tandis que ceux à carapace dure sont rejetés à la mer.
Il est considéré comme espèce indicatrice pour la surveillance du niveau de l'acide domoïque synthétié par certaines diatomées (Pseudo-nitzschia spp.) qui peuvent parfois causer des intoxications pour les consommateurs de fruits de mer au large des côtes de Californie.